# آب‌انبار آغلک
آب‌انبار آغلک مربوط به دوره صفوی است و در شهرستان جعفرآباد، بخش قاهان، روستای آغلک واقع شده است. این اثر در تاریخ ۲۴ اسفند ۱۳۸۳ با شماره ثبت ۱۱۵۰۷ به عنوان یکی از آثار ملی ایران به ثبت رسیده است.